# Creobroter discifera
Creobroter discifera är en bönsyrseart som beskrevs av Jean Guillaume Audinet Serville 1839. Creobroter discifera ingår i släktet Creobroter och familjen Hymenopodidae. Inga underarter finns listade i Catalogue of Life.